# Laia Alegret
Laia Alegret Badiola (Huesca, 12 de octubre de 1975) es una paleontóloga española. Catedrática de Paleontología de la Universidad de Zaragoza, Académica de número (medalla 33) de la Real Academia de Ciencias Exactas, Físicas y Naturales de España desde 2023, institución de la que fue Académica correspondiente desde 2019.

## Biografía
Laia Alegret Badiola es graduada en Geología por la Universidad de Zaragoza desde 1998 y en 2002 obtuvo el doctorado con premio Extraordinario. Entre 2003 y 2005 fue investigadora posdoctoral en la University College London, y regresó a Zaragoza en 2005 con un contrato Ramón y Cajal. Desde 2010 es profesora titular del Departamento de Ciencias de la Tierra de la Universidad de Zaragoza. Ha participado en varios proyectos nacionales e internacionales de investigación, liderados por instituciones de gran prestigio, como el Instituto Tecnológico de Massachusetts (MIT).
En 2017 fue la única española seleccionada para participar en la expedición a Zelandia, «el séptimo continente», las claves del cambio climático. Durante dos meses navegó por el Pacífico Suroeste junto a un equipo internacional para perforar sondeos submarinos del continente sumergido, en una campaña financiada por el International Ocean Discovery Program.
Presidenta (2020-2023 y 2024-2027), vicepresidenta (2016-2020) y secretaria (2012-2016) de la International Subcommission on Paleogene Stratigraphy de la Comisión Internacional de Estratigrafía.
En 2021, fue una de las once mujeres incluidas en la campaña “Soy Científica. Vivo en tu barrio” impulsada por la Universidad y el Ayuntamiento de Zaragoza junto con la Fundación Española para la Ciencia y la Tecnología, para conmemorar el Día Internacional de la Mujer y la Niña en la Ciencia y visibilizar a investigadoras. Junto a ella fueron elegidas Nunilo Cremades Casasín, Carmen Rodrigo, Elena Barlés, Katia Fach, Belén Masiá, Marisa Sarsa, Clementina Rodellar, María Pilar Pina, Elisabet Pires y Paz Comech. 

## Distinciones
En 2019 fue nombrada correspondiente nacional de la Real Academia de Ciencias Exactas, Físicas y Naturales de España.
El 18 de abril de 2023 pronunció su discurso de ingreso como Académica de Número en la Real Academia de Ciencias Exactas, Físicas y Naturales de España

## Publicaciones
2023
- Jones, H., Westerhold, T., Birch, H., Hull, P., Negra, M.H., Röhl, U., Sepúlveda, J., Vellekoop, J., Whiteside, J., Alegret, L., Henehan, M., Robinson L., van Dijk, J., Bralower, T. (2023). Stratigraphy of the Cretaceous/Paleogene (K/Pg) boundary at the Global Stratotype Section and Point (GSSP) in El Kef, Tunisia: New insights from the El Kef Coring Program. GSA Bulletin 2023, https://doi.org/10.1130/B36487.1
- Gastaldello, M.E., Agnini, C., Westerhold, T., Drury, A.J., Drake, M.K., Lam, A.R., Burns, S., Dallanave, E., Dickens, G.R., Sutherland, R., Alegret, L. (2022). The Late Miocene-Early Pliocene biogenic Bloom: an integrated study in the Tasman Sea. Paleoceanography and Paleoclimatology, https://doi.org/10.1029/2022PA004565
- Patarroyo, G., Kochmann, K.G.D., Guerra, R., Alegret, L., Ceolin, D., Torres, J.M. (2022). Maastrichtian microfossils of the shallow marine Umir Formation, NE Colombia. Ameghiniana, 60(4): 297-311.

2022
- Alegret, L., Arreguín-Rodríguez, G. J., Thomas, E. (2022). Oceanic productivity after the Cretaceous/Paleogene impact: where do we stand? The view from the deep. In: Koeberl, C., Claeys, P., Montanari, A., eds., From the Guajira desert to the Apennines, and from Mediterranean microplates to the Mexican killer asteroid: Honoring the career of Walter Alvarez. Geological Society of America Special Paper 557, chapter 21, https://doi.org/10.1130/2022.2557(21), open access.
- Sutherland, R., Dos Santos, Z., Agnini, C., Alegret, L., Lam, A.R., Drake, M.K., Harper, D.T., Dallanave, E., Newsam, C., Cramwinkel, M.J., Dickens, G.R., Collot, J., Etienne, S., Bordenave, A., Stratford, W.R., Zhou, X., Asatryan, G. (2022). Neogene mass accumulation rate of carbonate sediment in the Tasman Sea, southwest Pacific. Paleoceanography and Paleoclimatology 37, e2021PA004294. Doi: 10.1029/2021PA004294, open access.
- Kim, J-E.,  Westerhold, T., Alegret, L., Drury, A.J., Röhl, U., Griffith, E.M. (2022). Precessional pacing of tropical ocean carbon export during the Late Cretaceous. Climate of the Past, Dicussions: https://doi.org/10.5194/cp-2022-42 Published manuscript: Climate of the Past, 18 (12) , pp. 2631-2641, https://doi.org/10.5194/cp-18-2631-2022
- Stratford, W.R., Sutherland, R., Dickens, G.R., Blum, P., Collot, J., Gurnis, M., Saito, S., Agnini, C., Alegret, L., Bordenave, A., Asatryan, G., Bhattacharya, J., Chang, L., Cramwinckel, M.J., Dallanave, E., Drake, M.K., Etienne, S.J.G., Giorgioni, M., Harper, D.T., Huang, H.-H.M., Keller, A.L., Lam, A.R., Li, H., Matsui, H., Morgans, H.E.G., Newsam, C., Park, Y.-H., Pascher, K.M., Pekar, S.F., Penman, D.E., Westerhold, T., Zhou, X. (2022). Timing of Eocene compressional plate failure during subduction initiation, northern Zealandia, southwestern Pacific. Geophysical Journal International, 229 (3): 1567-1585.
- Arreguín-Rodríguez, G. J., Thomas, E., Alegret, L. (2022). Some like it cool: Benthic foraminiferal response to Paleogene warming events. Palaeogeography, Palaeoclimatology, Palaeoecology,  593, 110925, doi: https://doi.org/10.1016/j.palaeo.2022.110925
- Dallanave, E., Sutherland, R., Dickens, G.R., Chang, L., Tema, E., Alegret, L., Agnini, C., Westerhold, T., Newsam, C., Lam, A.R., Stratford, W., Collot, J., Etienne, S., von Dobeneck, T. (2022). Middle Eocene.early Miocene absolute paleolatitude of northern Zealandia. Journal of Geophysical Research – Solid Earth, 127 (9), e2022JB024736. https://doi.org/10.1029/2022JB024736
- Crouch, E.M., Clower, C.D., Raine, J.I., Alegret, L., Cramwinckel, M.J., Sutherland, R. (2022). Latest Cretaceous and Paleocene biostratigraphy and paleogeography of northern Zealandia, IODP Site U1509, New Caledonia Trough, southwest Pacific. New Zealand Journal of Geology and Geophysics doi.org/10.1080/00288306.2022.2090386. e-print
- Patarroyo, G., Kochmann, K.G.D., Ceolin, D., Guerra, R., Alegret, L., Bom, M.H.H. (2022). Paleoenvironmental changes recorded at a late Maastrichtian marine succession of northern South America. Journal of South American Earth Sciences, 119, 104015, doi: 0.1016/j.jsames.2022.104015.

2021
- Alegret, L., Arreguín-Rodríguez, G. J., Trasviña-Moreno, C.A., Thomas, E. 2021 (published online 2020). Turnover and stability in the deep sea: benthic foraminifera as tracers of Paleogene global change. Global and Planetary Change, 196 (2021), 103372, doi: 10.1016/j.gloplacha.2020.103372. Download, open access.
- Alegret, L., Harper, D.T., Agnini, C., Newsham, C., Westerhold, T., Cramwinckel, M. J., Dallanave, E., Dickens, G. R., Sutherland, R. 2021. Biotic Response to early Eocene Warming Events: Integrated Record from Offshore Zealandia, north Tasman Sea. Paleoceanography and Paleoclimatology, 36, e2020PA004179. https://doi.org/10.1029/2020PA004179 Open access.
- Alegret, L., Hayward, B.W., Leckie, R.M., Pearson, P.N. 2021. The 2020 Joseph A. Cushman award to Ellen Thomas. Journal of Foraminiferal Research, (2021) 51 (1): 1–3. doi: https://doi.org/10.2113/gsjfr.51.1.1
- Arreguín-Rodríguez, G. J., Trasviña-Moreno, C. A., Thomas, E., Alegret, L. 2021. Updating a Paleogene magnetobiochronological time scale through graphical integration. MethodsX, Volume 8, 2021, 101291, doi: https://doi.org/10.1016/j.mex.2021.101291, open access.
- Arreguín-Rodríguez, G. J., Barnet, J., Leng, M., Littler, K., Kroon, D., Schmidt, D., Thomas, E., Alegret, L. 2021. Benthic foraminiferal turnover across the Dan-C2 event in the eastern South Atlantic Ocean (ODP Site 1262). Palaeogeography, Palaeoclimatology, Palaeoecology, 572, 110410, doi: 10.1016/j.palaeo.2021.110410. Access
- DeMiguel, D., Brilha, J., Alegret, L., Arenillas, I., Arz, J.A., Gilabert, V., Strani, F., Valenciano, A., Villas, E., Azanza, B. 2021. Linking geological heritage and geoethics with a particular emphasis on palaeontological heritage: the new concept of 'palaeontoethics'. Geoheritage, 13:69, doi: 10.1007/s12371-021-00595-3 open access.
- Kaminski, M.A., Alegret, L., Hikmahtiar, S., Waskowska, A. 2021. The Paleocene of IODP Site U1511, Tasman Sea: A lagerstätte deposit for deep-water agglutinated foraminifera. Micropaleontology, 67 (4): 341-364, http://doi.org/10.47894/mpal.67.4.02. Link

2020
- Hull, P., Bornemann, A., Penman, D., Henehan, M.J., Norris, R.D., Wilson, P.A., Blum, P., Alegret, L., Batenburg, S., Bown, P., Bralower, T.J., Cournede, C., Deutsh, A., Donner, B., Friedrich, O., Jehle, S., Kim, H., Kroon, D., Lippert, P., Loroch, D., Moebius, I., Moriya, K., Peppe, D.J., Ravizza, G., Röhl, U., Schueth, J.D., Sepulveda, J., Sexton, P., Sibert, E., Sliwinska, K., Summons, R., Thomas, E., Westerhold, T., Whiteside, J., Yamaguchi, T., Zachos, J.C. 2020. On Impact and Volcanism across the Cretaceous-Paleogene Boundary. Science 367, 266-272. https://doi.org/10.1126/science.aay5055
- Sutherland, R., Dickens, G.R., Blum, P., Agnini, C., Alegret, L., Asatryan, G., Bhattacharya, J., Bordenave, A., Chang, L., Collot, J., Cramwinckel, M.J., Dallanave, E., Drake, M.K., Etienne, S.J.G., Giorgioni, M., Gurnis, M., Harper, D.T., Huang, H.-H.M., Keller, A.L., Lam, A.R., Li, H., Matsui, H., Morgans, H.E.G., Newsam, C., Park, Y.-H., Pascher, K.M., Pekar, S.F., Penman, D.E., Saito, S., Stratford, W.R., Westerhold, T., Zhou, X. 2020. Continental-scale geographic change across Zealandia during Paleogene subduction initiation. Geology, 48, https://doi.org/10.1130/G47008.1
- Cotton, L., Rivero Cuesta, L., Franceschetti, G., Iakovleva, A., Alegret, L., Dinarès-Turell, J., Hooker, J.J., King, C., Fluegeman, R.H., Yager, S.L., Monechi, S. 2021 (online 2020). Reassessing the Bartonian unit stratotype at Alum Bay (Isle of Wight, UK): an integrated approach. Newsletters on Stratigraphy, 54 (1): 17-42. Published online June 2020, doi: 10.1127/nos/2020/0563.
- Rivero-Cuesta, L., Westerhold, T., Alegret, L. 2020. The Late Lutetian Thermal Maximum (middle Eocene): first record of deep-sea benthic foraminiferal response. Palaeogeography, Palaeoclimatology, Palaeoecology, 545, https://doi.org/10.1016/j.palaeo.2020.109637

2019
- Henehan, M., Ridgwell, A., Thomas, E., Zhang, S., Alegret, L., Schmidt, D.N., Rae, J.W.B., Witts, J.D., Landman, N.H., Greene, S., Huber, B.T., Super, J., Planavsky, N.J., Hull, P.M. 2019. Rapid ocean acidification and phased biogeochemical recovery following the end-Cretaceous Chicxulub impact. PNAS, 21 oct 2019, 116 (45) 22500-22504 https://www.pnas.org/content/early/2019/10/15/1905989116
- Sepúlveda, J., Alegret, L., Haddad, E., Cao, C., Thomas, E., Summons, R. 2019. Stable isotope constraints on marine productivity across the Cretaceous–Paleogene mass extinction. Paleoceanography and Paleoclimatology, 34: 1195-1049.
- Alegret, L. 2019. Memorial to Eustoquio Molina (1950-2018). Journal of Foraminiferal Research, 49 (2): 105-106. https://doi.org/10.2113/gsjfr.49.2.105
- Sutherland, R., Dickens, G.R., Blum, P., and the Expedition 371 Scientists, 2019. Tasman Frontier Subduction Initiation and Paleogene Climate. Proceedings of the International Ocean Discovery Program, 371: College Station, TX (International Ocean Discovery Program). https://doi.org/10.14379/iodp.proc.371.2019
- Sutherland, R., Dickens, G.R., Blum, P., Agnini, C., Alegret, L., Asatryan, G., Bhattacharya, J., Bordenave, A., Chang, L., Collot, J., Cramwinckel, M.J., Dallanave, E., Drake, M.K., Etienne, S.J.G., Giorgioni, M., Gurnis, M., Harper, D.T., Huang, H.-H.M., Keller, A.L., Lam, A.R., Li, H., Matsui, H., Morgans, H.E.G., Newsam, C., Park, Y.-H., Pascher, K.M., Pekar, S.F., Penman, D.E., Saito, S., Stratford, W.R., Westerhold, T., and Zhou, X., 2019. Expedition 371 summary. In Sutherland, R., Dickens, G.R., Blum, P., and the Expedition 371 Scientists, Tasman Frontier Subduction Initiation and Paleogene Climate. Proceedings of the International Ocean Discovery Program, 371: College Station, TX (International Ocean Discovery Program). https://doi.org/10.14379/iodp.proc.371.101.2019
- Sutherland, R., Dickens, G.R., Blum, P., Agnini, C., Alegret, L., Asatryan, G., Bhattacharya, J., Bordenave, A., Chang, L., Collot, J., Cramwinckel, M.J., Dallanave, E., Drake, M.K., Etienne, S.J.G., Giorgioni, M., Gurnis, M., Harper, D.T., Huang, H.-H.M., Keller, A.L., Lam, A.R., Li, H., Matsui, H., Morgans, H.E.G., Newsam, C., Park, Y.-H., Pascher, K.M., Pekar, S.F., Penman, D.E., Saito, S., Stratford, W.R., Westerhold, T., and Zhou, X., 2019. Expedition 371 methods. In Sutherland, R., Dickens, G.R., Blum, P., and the Expedition 371 Scientists, Tasman Frontier Subduction Initiation and Paleogene Climate. Proceedings of the International Ocean Discovery Program, 371: College Station, TX (International Ocean Discovery Program). https://doi.org/10.14379/iodp.proc.371.102.2019
- Sutherland, R., Dickens, G.R., Blum, P., Agnini, C., Alegret, L., Asatryan, G., Bhattacharya, J., Bordenave, A., Chang, L., Collot, J., Cramwinckel, M.J., Dallanave, E., Drake, M.K., Etienne, S.J.G., Giorgioni, M., Gurnis, M., Harper, D.T., Huang, H.-H.M., Keller, A.L., Lam, A.R., Li, H., Matsui, H., Morgans, H.E.G., Newsam, C., Park, Y.-H., Pascher, K.M., Pekar, S.F., Penman, D.E., Saito, S., Stratford, W.R., Westerhold, T., and Zhou, X., 2019. Site U1506. In Sutherland, R., Dickens, G.R., Blum, P., and the Expedition 371 Scientists, Tasman Frontier Subduction Initiation and Paleogene Climate. Proceedings of the International Ocean Discovery Program, 371: College Station, TX (International Ocean Discovery Program). https://doi.org/10.14379/iodp.proc.371.103.2019
- Sutherland, R., Dickens, G.R., Blum, P., Agnini, C., Alegret, L., Asatryan, G., Bhattacharya, J., Bordenave, A., Chang, L., Collot, J., Cramwinckel, M.J., Dallanave, E., Drake, M.K., Etienne, S.J.G., Giorgioni, M., Gurnis, M., Harper, D.T., Huang, H.-H.M., Keller, A.L., Lam, A.R., Li, H., Matsui, H., Morgans, H.E.G., Newsam, C., Park, Y.-H., Pascher, K.M., Pekar, S.F., Penman, D.E., Saito, S., Stratford, W.R., Westerhold, T., and Zhou, X., 2019. Site U1507. In Sutherland, R., Dickens, G.R., Blum, P., and the Expedition 371 Scientists, Tasman Frontier Subduction Initiation and Paleogene Climate. Proceedings of the International Ocean Discovery Program, 371: College Station, TX (International Ocean Discovery Program). https://doi.org/10.14379/iodp.proc.371.104.2019
- Sutherland, R., Dickens, G.R., Blum, P., Agnini, C., Alegret, L., Asatryan, G., Bhattacharya, J., Bordenave, A., Chang, L., Collot, J., Cramwinckel, M.J., Dallanave, E., Drake, M.K., Etienne, S.J.G., Giorgioni, M., Gurnis, M., Harper, D.T., Huang, H.-H.M., Keller, A.L., Lam, A.R., Li, H., Matsui, H., Morgans, H.E.G., Newsam, C., Park, Y.-H., Pascher, K.M., Pekar, S.F., Penman, D.E., Saito, S., Stratford, W.R., Westerhold, T., and Zhou, X., 2019. Site U1508. In Sutherland, R., Dickens, G.R., Blum, P., and the Expedition 371 Scientists, Tasman Frontier Subduction Initiation and Paleogene Climate. Proceedings of the International Ocean Discovery Program, 371: College Station, TX (International Ocean Discovery Program). https://doi.org/10.14379/iodp.proc.371.105.2019
- Sutherland, R., Dickens, G.R., Blum, P., Agnini, C., Alegret, L., Bhattacharya, J., Bordenave, A., Chang, L., Collot, J., Cramwinckel, M.J., Dallanave, E., Drake, M.K., Etienne, S.J.G., Giorgioni, M., Gurnis, M., Harper, D.T., Huang, H.-H.M., Keller, A.L., Lam, A.R., Li, H., Matsui, H., Morgans, H.E.G., Newsam, C., Park, Y.-H., Pascher, K.M., Pekar, S.F., Penman, D.E., Saito, S., Stratford, W.R., Westerhold, T., and Zhou, X., 2019. Site U1509. In Sutherland, R., Dickens, G.R., Blum, P., and the Expedition 371 Scientists, Tasman Frontier Subduction Initiation and Paleogene Climate. Proceedings of the International Ocean Discovery Program, 371: College Station, TX (International Ocean Discovery Program). https://doi.org/10.14379/iodp.proc.371.106.2019
- Sutherland, R., Dickens, G.R., Blum, P., Agnini, C., Alegret, L., Bhattacharya, J., Bordenave, A., Chang, L., Collot, J., Cramwinckel, M.J., Dallanave, E., Drake, M.K., Etienne, S.J.G., Giorgioni, M., Gurnis, M., Harper, D.T., Huang, H.-H.M., Keller, A.L., Lam, A.R., Li, H., Matsui, H., Morgans, H.E.G., Newsam, C., Park, Y.-H., Pascher, K.M., Pekar, S.F., Penman, D.E., Saito, S., Stratford, W.R., Westerhold, T., and Zhou, X., 2019. Site U1510. In Sutherland, R., Dickens, G.R., Blum, P., and the Expedition 371 Scientists, Tasman Frontier Subduction Initiation and Paleogene Climate. Proceedings of the International Ocean Discovery Program, 371: College Station, TX (International Ocean Discovery Program). https://doi.org/10.14379/iodp.proc.371.107.2019
- Sutherland, R., Dickens, G.R., Blum, P., Agnini, C., Alegret, L., Bhattacharya, J., Bordenave, A., Chang, L., Collot, J., Cramwinckel, M.J., Dallanave, E., Drake, M.K., Etienne, S.J.G., Giorgioni, M., Gurnis, M., Harper, D.T., Huang, H.-H.M., Keller, A.L., Lam, A.R., Li, H., Matsui, H., Morgans, H.E.G., Newsam, C., Park, Y.-H., Pascher, K.M., Pekar, S.F., Penman, D.E., Saito, S., Stratford, W.R., Westerhold, T., and Zhou, X., 2019. Site U1511. In Sutherland, R., Dickens, G.R., Blum, P., and the Expedition 371 Scientists, Tasman Frontier Subduction Initiation and Paleogene Climate. Proceedings of the International Ocean Discovery Program, 371: College Station, TX (International Ocean Discovery Program). https://doi.org/10.14379/iodp.proc.371.108.2019

2018
- Dunkley Jones, T., Manners, H. R., Hoggett, M., Kirtland Turner, S., Westerhold, T., Leng, M. J., Pancost, R. D., Ridgwell, A., Alegret, L., Duller, R., Grimes, S. T. 2018. Dynamics of sediment flux to a bathyal continental margin section through the Paleocene–Eocene Thermal Maximum. Climate of the Past, 14, 1035-1049, https://www.clim-past.net/14/1035/2018/
- Alegret L., Reolid, M., Vega Pérez, M. Environmental instability during the latest Paleocene at Zumaia (Basque-Cantabric Basin): the herald of the Paleocene Eocene Thermal Maximum. Palaeogeography, Palaeoclimatology, Palaeoecology, 497: 186-200. https://doi.org/10.1016/j.palaeo.2018.02.018
- Arreguín-Rodríguez, G. J.,  Thomas, E., D’haenens, S., Speijer R.P., Alegret, L. 2018. Early Eocene deep-sea benthic faunas: Recovery in globally warm oceans. PloS ONE, 13(2): e0193167. https://doi.org/10.1371/journal.pone.0193167
- Rivero-Cuesta, L., Molina, E., Alegret, L. 2018. Eocene (Bartonian) benthic foraminifera and paleoenvironmental turnover in the Western Tethys. Palaeogeography, Palaeoclimatology, Palaeoecology, 503: 102-111.
- Sutherland, R., Dickens, G.R., Blum, P., Asatryan, G., Agnini, C., Alegret, L., Bhattacharya, J., Bordenave, A., Chang, L., Collot, J., Cramwinckel, M.J., Dallanave, E., Drake, M.K., Etienne, S.J.G., Giorgioni, M., Gurnis, M., Harper, D.T., Huang, H.-H.M., Keller, A.L., Lam, A.R., Li, H., Matsui, H., Morgans, H.E.G., Newsam, C., Park, Y.-H., Pascher, K.M., Pekar, S.F., Penman, D.E., Saito, S., Stratford, W.R., Westerhold, T., and Zhou, X. 2018. International Ocean Discovery Program Expedition 371 Preliminary Report, Tasman Frontier Subduction Initiation and Paleogene Climate. http://publications.iodp.org/preliminary_report/371/. doi:10.14379/iodp.pr.371.2018

2017
- Dunkley Jones, T., Manners, H., Hoggett, M., Kirkland Turner, S., Westerhold, T., Leng, M.J., Pancost, R.D., Ridgwell, A., Alegret, L., Duller, R., Grimes, S.T. 2017. Orbital forcing of terrestrial hydrology, weathering and carbon sequestration during the Palaeocene-Eocene Thermal Maximum. Climate of the Past Discussions, https://www.clim-past-discuss.net/cp-2017-131/
- Arreguín-Rodríguez, G. J. & Alegret, L. 2017. Eocene agglutinated foraminifera at NE Atlantic DSDP Site 550: assemblage turnover across hyperthermal events. In: Proceedings of the 9th International Workshop on Agglutinated Foraminifera (M. Kaminski and L. Alegret, eds.),Grzybowski Foundation Special Publication, 22: 1-8.
- Monechi, S., Vandenberghe, N., Alegret, L. 2017. Advances in Paleogene research Newsletters on Stratigraphy, 50 (3): 227-229.

2016
- Alegret L., Ortiz S., Arreguín-Rodríguez, G. J.,, Monechi, S., Millán, I., Molina, E. 2016. The Latest Danian Event at Caravaca, Spain (western Tethys): biostratigraphy and paleoenvironmental inferences based on microfossils and stable isotopes. Palaeogeography, Palaeoclimatology, Palaeoecology, 463: 45-59. DOI 10.1016/j.palaeo.2016.09.013.
- Arreguín-Rodríguez, G. J., Alegret, L. 2016. Deep-sea benthic foraminiferal turnover across early Eocene hyperthermal events at Northeast Atlantic DSDP Site 550. Palaeogeography, Palaeoclimatology, Palaeoecology, 451: 62-72. DOI 10.1016/j.palaeo.2016.03.010
- Arreguín-Rodríguez, G. J., Alegret, L., Thomas, E. 2016. Late Paleocene – middle Eocene benthic foraminifera on a Pacific Seamount (Allison Guyot, ODP Site 865): Greenhouse Climate and superimposed hyperthermal events.Palaeoceanography, doi 10.1002/2015PA002837
- Reolid, M., Sánchez-Quiñónez, C.A., Alegret, L. & Molina, E. 2016. Foraminiferal assemblages and geochemical proxies for interpreting the impact of the Oceanic Anoxic Event 2 (Cenomanian-Turonian transition) in the South Iberian Palaeomargin. Cretaceous Research, 60: 1-27.

2015
- Alegret, L., Rodríguez-Tovar, F.J. & Uchman, A. 2015. How bioturbation obscured the Cretaceous-Paleogene boundary record. Terra Nova, 27: 225-230. DOI: 10.1111/ter.12151
- Arreguín-Rodríguez, G. J. & Alegret, L. 2015. Experimentos de disolución de CaCO3 en foraminíferos bentónicos aglutinados del Paleoceno-Eoceno. Estudios Geológicos, 71(1): e023. http://dx.doi.org/10.3989/egeol.41758.330.
- 2014
- Alegret, L. & Kaminski, M.A. 2014. Advances in agglutinated foraminiferal research: The Ninth International Workshop on Agglutinated Foraminifera, IWAF-9. Micropaleontology, 60 (1): 1-4.
- Arreguín-Rodríguez, G. J., Alegret, L., Sepúlveda, J., Newman, S., Summons, R. E. 2014. Enhanced terrestrial input supporting the Glomospira acme across the Paleocene-Eocene boundary in Southern Spain. Micropaleontology, 60 (1): 43-51.
- Reolid, M., Sánchez-Quiñónez, C.A., Alegret, L. & Molina, E. 2015. Paleoenvironmental turnover across the Cenomanian-Turonian transition in Oued Bahloul, Tunisia: Foraminifera and geochemical proxies. Palaeogeography, Palaeoclimatology, Palaeoecology, 417: 491-510. doi:10.1016/j.palaeo.2014.10.011

2013
- Alegret L. & Thomas E. 2013. Benthic foraminifera across the Cretaceous/Paleogene boundary in the Southern Ocean (ODP Site 690): diversity, food and carbonate saturation. Marine Micropaleontolog, 105: 40-51.
- Alegret L. & Ortiz S. 2013. Uppermost Cretaceous to lowermost Eocene benthic foraminifera of the Dababiya Corehole, Upper Nile Valley, Egypt. Stratigraphy, 9 (3-4).
- Arreguín-Rodríguez, G.J., Alegret L., Ortiz S. 2013. Glomospira Acme during the Paleocene-Eocene Thermal Maximum: response to CaCO3 dissolution or to ecological forces? Journal of Foraminiferal Research, 43 (1): 40-54.

2012
- Alegret, L., Thomas, E., Lohmann, K. C. 2012. End-Cretaceous marine mass extinction not caused by productivity collapse. PNAS (Proceedings of the National Academy of Sciences), vol. 109, no. 3: 728-732, doi: 10.1073/pnas.1110601109
- Payros A., Ortiz S., Alegret L., Orue-Etxebarria X., Apellaniz E., Molina E. 2012. An early Lutetian carbon-cycle perturbation: insights from the Gorrondatxe section (western Pyrenees, Bay of Biscay). Paleoceanography, vol. 27, PA2213, doi: 10.1029/2012PA002300, 2012.
- Fenero, R., Thomas, E., Alegret, L., Molina,E. 2012. Oligocene benthic foraminifera from the Fuente Caldera section (Spain, Western Tethys): taxonomy and paleoenvironmental inferences. Journal of Foraminiferal Research, October 2012, vol. 42: 286-304.
- Berggren, W.A., Alegret, L., Aubry, M. P., Cramer, B. S., Dupuis, C., Goolaerts, S., Kent, D.V., King, C., Knox, R. W. O´B., Obaidalla, N., Ortiz, S., Ouda, Kh. A. K., Sabour, A. A., Salem, R., Senosy, M.M., Soliman, M.F., Soliman, A. 2012. The Dababiya Corehole, Upper Nile Valley, Egypt: Preliminary Results. Austrian Journal of Earth Sciences, v. 105 (1): 161-168.

2011
- Schmitz, B., Pujalte V., Molina E., Monechi S., Orue-Etxebarria X., Alegret L., Apellaniz E., Arenillas I., Aubry M.P., Baceta J.I., Berggren W., Bernaola G., Caballero F., Clemmensen A., Dinarès-Turell J., Dupuis Ch., Heilmann-Clausen C., Hilario, A., Knox R., Martín-Rubio M., Ortiz S., Payros A., Petrizzio M.R., von Salis, K., Speijer R., Sprong R., Steurbaut E., Thomsen E. 2011. The global boundary stratotype sections and points for the bases of the Selandian (Middle Paleocene) and Thanetian (Upper Paleocene) stages at Zumaia, Spain. Episodes, 34 (4): 220-243.
- Rodríguez-Tovar, F.J., Uchman, A., Alegret, L., Molina, E. 2011. Impact of the Paleocene-Eocene thermal maximum on the macrobenthic community: ichnological record from the Zumaia section, northern Spain. Marine Geology, 282: 178-187. doi:10.1016/j.margeo.2011.02.009.
- Molina, E., Alegret, L., Apellaniz, E., Bernaola, G., Caballero, F., Dinarès, J., Hardenbol, J., Heilmann-Clausen, C., Larrasoaña, J., Luterbacher, H., Monechi, S., Ortiz, S., Orue-Etxebarria, X., Payros, A., Pujalte, V., Rodríguez-Tovar, F., Tori, F., Tosquella, J., Uchman, A. (2011). The Global Stratotype Section and Point (GSSP) for the base of the Lutetian Stage at the Gorrondatxe section, Spain. Episodes, 34 (2): 86-108.
- Ortiz S., Alegret L., Payros A., Orue-Etxebarria X., Apellaniz E., Molina E. (2011). Distribution patterns of benthic foraminifera across the Ypresian-Lutetian Gorrondatxe section, northern Spain: response to sedimentary disturbance. Marine Micropaleontology, 78: 1-13.

2010
- Schulte P., Alegret L., Arenillas I., Arz J.A., Barton P., Bralower T., Bown P.R., Christeson G.L., Claeys P., Cockell C.S., Collins G.S., Deutsch A., Goldin T., Johnson K.D., Goto K., Grajales J.M., Grieve R., Gulick S., Kiessling W., Koeberl C., Kring D.A., MacLeod K.G., Matsui T., Melosh J., Montanari A., Morgan J.V., Neal C.R., Norris R.D., Pierazzo E., Ravizza G., Rebolledo M., Reimold U., Robin E., Salge T., Speijer R.P., Sweet A.R., Urrutia J., Vajda V., Whalen M.T., Willumsen P. (2010). Response-Cretaceous extinctions. Science, 328: 975-976.
- Schulte P., Alegret L., Arenillas I., Arz J.A., Barton P., Bralower T., Bown P.R., Christeson G.L., Claeys P., Cockell C.S., Collins G.S., Deutsch A., Goldin T., Johnson K.D., Goto K., Grajales J.M., Grieve R., Gulick S., Kiessling W., Koeberl C., Kring D.A., MacLeod K.G., Matsui T., Melosh J., Montanari A., Morgan J.V., Neal C.R., Nichols, D.J., Norris R.D., Pierazzo E., Ravizza G., Rebolledo M., Reimold U., Robin E., Salge T., Speijer R.P., Sweet A.R., Urrutia J., Vajda V., Whalen M.T., Willumsen P. (2010). The Chicxulub Impact and the Mass Extinction at the Cretaceous-Paleogene Boundary. Science, 327: 1214-1218.
- Alegret, L., Ortiz, S., Arenillas, I. and Molina, E. (2010). What happens when the ocean is overheated? The foraminiferal response across the Paleocene-Eocene Thermal Maximum at the Alamedilla section (Spain). Geological Society of America Bulletin, 122 (9/10): 1616-1624.
- Alegret, L. & Ortiz, S. 2010. El corte de Zumaya (España): registro de los foraminíferos bentónicos del Paleógeno inferior. Revista Mexicana de Ciencias Geológicas, 27 (3): 477-489.

2009
- Alegret, L., Ortiz, S. and Molina, E. (2009). Extinction and recovery of benthic foraminifera across the Paleocene-Eocene Thermal Maximum at the Alamedilla section (Southern Spain). Palaeogeography, Palaeoclimatology, Palaeoecology, 279: 186-200.
- Alegret L. and Thomas E. (2009b). Food supply to the seafloor in the Pacific Ocean after the Cretaceous/Paleogene boundary event. Marine Micropaleontology, 73: 105-116.
- Alegret L. and Thomas E. (2009a). Cretaceous evolution of the genus Adercotryma (Foraminifera) in the deep Pacific. Micropaleontology, 55 (1): 49-60.
- Alegret L., Ortiz S., Orue-Etxebarria X., Bernaola G., Baceta J.I., Monechi S., Apellaniz E. and Pujalte V. (2009). The Paleocene-Eocene Thermal Maximum: new data from the microfossil turnover at the Zumaia section, Spain. Palaios, 24: 318-328.
- Molina E., Alegret L., Arenillas I., Arz J.A., Gallala N., Grajales M., Murillo-Muñetón, G. and Zaghbib D. (2008). The Global Boundary Stratotype Section and Point for the base of the Danian Stage (Paleocene, Paleogene, “Tertiary”, Cenozoic): auxiliary sections and correlation. Episodes, 32 (2): 84-95.

2008
- Alegret L., Cruz L. E., Fenero R., Molina E. and Ortiz S. (2008). Effects of the Oligocene climatic events on the foraminiferal record from Fuente Caldera section (Spain, western Pyrenees). Palaeogeography, Palaeoclimatology, Palaeoecology, 269: 94-102.

2007
- Alegret L. (2007). Recovery of the deep-sea floor after the Cretaceous/Paleogene boundary event: the benthic foraminiferal record in the Basque-Cantabrian basin and in South-eastern Spain. Palaeogeography, Palaeoclimatology, Palaeoecology, 255: 181-194.
- Alegret L. and Thomas E. (2007). Deep-Sea environments across the Cretaceous/Paleogene boundary in the eastern South Atlantic Ocean (ODP Leg 208, Walvis Ridge). Marine Micropaleontology, 64: 1-17.
- Bernaola G., Baceta J.I., Orue-Etxebarria X., Alegret L., Martin M., Arostegui J. and Dinarès J. (2007). Evidences of an abrupt environmental disruption during the Mid Paleocene Biotic Event (Zumaia section, W. Pyrenees). Geological Society of America Bulletin, 119 (7): 785-795.

2006
- Alegret L. and Ortiz S. (2006). Global extinction event in benthic foraminifera across the Paleocene/Eocene boundary at the Dababiya Stratotype section. Micropaleontology, 52 (5): 48-63.
- Molina E., Alegret L., Arenillas I., Arz J.A., Gallala N., Hardenbol J., von Salis K., Steutbaurt E., Vandenberghe N. and Zaghbib D. (2006). The Global Boundary Stratotype Section and Point for the base of the Danian Stage (Paleocene, Paleogene,“Tertiary”, Cenozoic) at El Kef, Tunisia: original definition and revision. Episodes, 29 (4): 263-273.

2005
- Alegret L., Ortiz S., Arenillas I. and Molina E. (2005). Paleoenvironmental turnover across the Paleocene/Eocene Boundary at the Stratotype section in Dababiya (Egypt) based on benthic foraminifera. Terra Nova, 17: 526-536.
- Alegret L., Arenillas I., Arz J.A. Díaz C., Grajales M., Meléndez A., Molina E., Rojas R. and Soria A. (2005). Cretaceous/Paleogene boundary deposits at Loma Capiro, central Cuba: Evidence for the Chicxulub impact. Geology, 33(9): 721-724.
- Alegret L. and Thomas E. (2005). Cretaceous/Paleogene boundary bathyal paleo-environments in the central North Pacific (DSDP Site 465), the Northwestern Atlantic (ODP Site 1049), the Gulf of Mexico and the Tethys: The benthic foraminiferal record. Palaeogeography, Palaeoclimatology, Palaeoecology, 224: 53-82.

2004
- Alegret L. and Thomas E. (2004). Benthic foraminifera and environmental turnover across the Cretaceous/Paleogene boundary at Blake Nose (ODP Hole 1049C, Northwestern Atlantic). Palaeogeography, Palaeoclimatology, Palaeoecology, 208 (1-2): 59-83.
- Alegret L., Kaminski M.A. and Molina E. (2004). Paleoenvironmental recovery after the Cretaceous/Paleogene boundary crisis: evidence from the marine Bidart section (SW France). Palaios, 19: 574-586.
- Alegret L., Arenillas I., Arz J.A. and Molina E. (2004). Foraminiferal event-stratigraphy across the Cretaceous/Paleogene boundary. Neues Jahrbuch fur Geologie und Paläontologie, Abhandlungen, 234: 25-50.
- Arz J. A., Alegret L. and Arenillas I. (2004). Foraminiferal biostratigraphy and paleoenvironmental reconstruction at Yaxcopoil-1 drill hole (Chicxulub crater, Yucatan Peninsula). Meteoritics & Planetary Science, 39 (7): 1099-1111.

2003
- Alegret L., Molina E. and Thomas E. (2003).Benthic foraminiferal turnover across the Cretaceous/Paleogene boundary at Agost (southeastern Spain): paleoenvironmental inferences. Marine Micropaleontology, 48: 251-279.

2002
- Alegret L. and Aurell M. (2002). Facies analysis and sequence stratigraphy of an Upper Cretaceous carbonate platform (western South-Pyrenean basin, Spain). Neues Jahrbuch für Geologie und Paläontologie, Abhanlugen 226 (1): 25-41.
- Alegret L., Arenillas I., Arz J.A. and Molina E. (2002). Environmental changes triggered by the K/T impact event at Coxquihui (Mexico) based on foraminifera. Neues Jahrbuch fur Geologie und Paläontologie, Monatshefte, 2002 (5): 295-309.
- Arenillas I., Alegret L., Arz J.A., Liesa C., Meléndez A., Molina E., Soria A.R., Cedillo E., Grajales J.M. and Rosales C. (2002). Cretaceous-Tertiary boundary planktic foraminiferal mass extinction and biochronology at La Ceiba and Bochil, Mexico, and El Kef, Tunisia. In: Koeberl C. and MacLeod, K.G. eds., Catastrophic events and mass extinctions: impacts and beyond. Geological Society of America, Special Paper, 356: 253-264.
- Peryt D., Alegret L. and Molina E. (2002). The Cretaceous/Paleogene (K/P) boundary at Aïn Settara, Tunisia: restructuring of benthic foraminiferal assemblages. Terra Nova, 14: 101-107.
- Alegret L., Arenillas I., Arz J.A., Liesa C., Meléndez A., Molina E., Soria A.R. and Thomas E. (2002). The Cretaceous/Tertiary boundary impact event: sedimentology and micropaleontology at El Mulato section, NE Mexico. Terra Nova,14 (5): 330-336.
- Soria A.R., Liesa C.L., Mata M.P., Arz J.A., Alegret L., Arenillas I. and Meléndez A. (2002). Reply: Slumping and a sandbar deposit at the Cretaceous/Tertiary in the El Tecolote sector (northeastern Mexico): An impact induced sediment gravity flow. (Comment: Keller, G., Stinnesbeck, W and Adatte, T., 30 (4): 382). Geology, 30 (4): 383.

2001
- Alegret L. and Thomas E. (2001). Upper Cretaceous and lower Paleogene benthic foraminifera from northeastern Mexico. Micropaleontology, 47 (4): 269-316.
- Alegret L., Molina E. and Thomas E. (2001). Benthic foraminifera at the Cretaceous/Tertiary boundary around the Gulf of Mexico. Geology, 29 (10): 891-894.
- Arz J.A., Arenillas I., Soria A.R., Alegret L., Grajales J.M., Liesa C.L., Meléndez A. Molina E. and Rosales M.C. (2001). Micropaleontology and Sedimentology of the Cretaceous/Paleogene boundary at La Ceiba (Mexico): impact-generated sediment gravity flows. Journal of South American Earth Sciences, 14 (5): 505-519.
- Soria A.R., Liesa C.L., Mata M.P., Arz J.A., Alegret L., Arenillas I. and Meléndez A. (2001). Slumping and a sandbar deposit at the Cretaceous/Tertiary in the El Tecolote sector (northeastern Mexico): An impact induced sediment gravity flow. Geology, 29 (3): 231-234.